# North (Album)
North ist ein Jazzalbum des Kevin Hays New Day Trio. Die am 29. Januar 2016 im Acoustic Recording, Brooklyn, entstandenen Aufnahmen erschienen am 5. August 2016 auf Sunnyside Records.

## Hintergrund
North ist nach New Day (Sunnyside, 2015) das zweite Album des New Day Trios von Kevin Hays mit dem Bassisten Rob Jost (der in „Elegia“ auch Ukulele spielt) und dem Schlagzeuger Greg Joseph. Der Titel des Albums bezieht sich auf historische und persönliche Verbindungen und verweist auf Harlems musikalischen Reichtum ebenso wie auf das ehemalige Zuhause und den Zufluchtsort des Pianisten im Bundesstaat New York und ein metaphorisches Ideal, notierte Dan Bilavsky.

## Titelliste
- Kevin Hays New Day Trio: North (Sunnyside – SSC 1464)[2]

1. Unscrappulous (Scrapple from the Apple) 3:55
2. Elegia 7:48
3. Violeta 6:49
4. I Can’t Believe It 7:32
5. Sweet Caroline 5:46
6. All Things Are (All The Things You Are) 5:38
7. North 5:50
8. I’ll Remember April (Gene DePaul, Don Raye) 7:45
9. Morning 4:44
10. Where Did You Sleep (Leadbelly) 6:24
11. Morning 4:44
12. Blue Skies (Irving Berlin) (Bonus Track)

Wenn nicht anders vermerkt, stammen die Kompositionen von Kevin Hays.

## Rezeption
Nach Ansicht von Dan Bilawsky, der das Album in All About Jazz rezensierte, hat es Hays mit diesem Album geschafft, in seiner Arbeit seit mehr als zwei Jahrzehnten an der feinen Balance von musikalischer Unverwechselbarkeit und gleichzeitig ab der Veränderung von musikalischen Richtungen zu tüfteln. Es sei zwar ein Album, das auf einer bestimmten Denkplattform aufgebaut sei, aber kein Werk, das den Kompass auf einen einzigen Punkt fixiere. Tatsächlich sei die Vielfalt ziemlich umwerfend: Eine verdrehte und spitzige Version von Charlie Parkers „Scrapple from the Apple“ befinde sich neben dem traurigen „Elegia“. einer chilenischen Folk-Pastorale. Außerdem interpretiere er Leadbellys „Where Did You Sleep“; das swingende „All Things Are“ entspringt den Wurzeln des Standards „All The Things You Are“,  und „I’ll Remember April“ hüpfe auf einem 6/8-Takt dahin und bekomme einen etwas dunkleren und faszinierenderen Anstrich mit einer harmonischeren Klangfarbe als sie üblicherweise verwendet werde.